# Antonio Seguro
Antonio Seguro va ser un compositor de sarsueles que treballà al Teatre Victòria (Barcelona).

## Obres
- 1925, 27 febrer. El diablo verde o la trompeta del juicio.[1] Revista. Llibret de Félix Garzo. Estrenada al teatre Victòria de Barcelona.[2]
- 1927. El paso de Venus o las manchas del sol. Llibret de Félix Garzo. Estrenada al Teatre Talia de Barcelona.[3]
- 1927. Juan sin alma. Llibret de Félix Garzo. Estrenada al Teatre Victòria de Barcelona.[3]
- 1930. El caballero de la sonrisa. Llibret de Félix Garzo. Estrenada al Teatre Victòria de Barcelona.[3]
- 1939. La Costa Brava. Llibret de Rossend Llurba i Antoni Manchón.[4][5]
- 1948. Papá, quiero ser marquesa. Llibret de José Ramos Martín. Estrenada al Teatre Victòria de Barcelona.